# Cirkelbos
Het Cirkelbos is een bos in het Almeerderhout bij Almere Haven. Het bos is een vorm van land art en wordt beheerd door Staatsbosbeheer. Het gebied is gesitueerd tussen de villawijk Overgooi en het bedrijventerrein Stichtsekant.

## Cirkels
Het rechte lijnenpatroon van het polderbos wordt onderbroken door 7 cirkelvormige bosvakken. Deze ronde bosvakken worden omringd door bospaden. In de 7 cirkels staan rechte rijen populieren, wilgen en elzen, aan de buitenrand van de cirkels staan beukenbomen. Het Cirkelbos werd ontworpen door landschapsarchitect Christiaan Zalm. 
De Gooimeerbeek die door het bos stroomt wordt gevoed met kwelwater uit het Gooimeer en stroomt uit in de Waterlandse tocht. Synchroon aan deze beek loopt de vier kilometer lange wandelroute Het Nattepad. Het Cirkelbos is door een fietsbrug over de Waterlandseweg verbonden met het stadsdeel Oosterwold.

## Museumbos
Verspreid over het Cirkelbos ligt het Museumbos, dat bestaat uit tien kavels ('boskamers') van ongeveer 1 hectare. Het Museumbos is een kunstproject met verschillende landschapskunstwerken. Deze landschapskunstwerken werden in 2002 gestart door de Stichting Bosland ter gelegenheid van het 25-jarig bestaan van Almere. Elke van de boskamers vertelt een verhaal over verandering, tijd, groeiprocessen en beleving van het bos. De ontwerpen hebben als titel Labyrint (doolhof), Zalm in blik, Bos der Verandering (van de kleur groen naar rood), Vlierbomenbloesembessenbos, Tempo en In eenzaamheid.

## Almere Boven
Onderdeel van het Museumbos is een 29 meter hoge uitkijkberg. Op deze berg 'Almere Boven' staat sinds 23 september 2017 het kunstwerk Monument van de Peetvaders dat gewijd is aan stedenbouwkundige Dirk Frieling die wordt gezien als een van de ontwerpers van Almere. Wie bovenop de berg staat heeft uitzicht op de in de polder ontworpen stad Almere.